# Badminton Open Saarbrücken 2008
Die Bitburger Open 2008 (offiziell Bitburger SaarLorLux Open 2008) im Badminton fanden vom 30. September bis 5. Oktober 2008 in Saarbrücken statt.

## Austragungsort
- Saarlandhalle, Saarbrücken

## Sieger und Platzierte
| Disziplin    | Gold                          | Silber                                      | Bronze                             |
| ------------ | ----------------------------- | ------------------------------------------- | ---------------------------------- |
| Herreneinzel | Chetan Anand                  | Arvind Bhat                                 | Björn Joppien                      |
| Herreneinzel | Chetan Anand                  | Arvind Bhat                                 | Peter Mikkelsen                    |
| Dameneinzel  | Maria Febe Kusumastuti        | Aditi Mutatkar                              | Ella Diehl                         |
| Dameneinzel  | Maria Febe Kusumastuti        | Aditi Mutatkar                              | Juliane Schenk                     |
| Herrendoppel | Mathias Boe Carsten Mogensen  | Kristof Hopp Johannes Schöttler             | Fran Kurniawan Rendra Wijaya       |
| Herrendoppel | Mathias Boe Carsten Mogensen  | Kristof Hopp Johannes Schöttler             | Peter Käsbauer Roman Spitko        |
| Damendoppel  | Helle Nielsen Marie Røpke     | Shendy Puspa Irawati Meiliana Jauhari       | Johanna Goliszewski Gitte Köhler   |
| Damendoppel  | Helle Nielsen Marie Røpke     | Shendy Puspa Irawati Meiliana Jauhari       | Sandra Marinello Birgit Overzier   |
| Mixed        | Valiyaveetil Diju Jwala Gutta | Joachim Fischer Nielsen Christinna Pedersen | Rendra Wijaya Meiliana Jauhari     |
| Mixed        | Valiyaveetil Diju Jwala Gutta | Joachim Fischer Nielsen Christinna Pedersen | Johannes Schöttler Birgit Overzier |

## Finalergebnisse
| Disziplin    | Sieger                        | Finalist                                    | Ergebnis            |
| ------------ | ----------------------------- | ------------------------------------------- | ------------------- |
| Herreneinzel | Chetan Anand                  | Arvind Bhat                                 | 23–25, 24–22, 23–21 |
| Dameneinzel  | Maria Febe Kusumastuti        | Aditi Mutatkar                              | 22–24, 21–8, 23–21  |
| Herrendoppel | Mathias Boe Carsten Mogensen  | Kristof Hopp Johannes Schöttler             | 21–11, 21–15        |
| Damendoppel  | Helle Nielsen Marie Røpke     | Shendy Puspa Irawati Meiliana Jauhari       | 21–15, 21–18        |
| Mixed        | Valiyaveetil Diju Jwala Gutta | Joachim Fischer Nielsen Christinna Pedersen | 8–21, 21–17, 22–20  |

## Herreneinzel Qualifikation
- Fabian Holzer –  Christopher Skrzeba: 21-19 / 21-23 / 22-20
- Max Schwenger –  Robert Mann: 21-11 / 21-15
- Thomas Staczan –  Christian Böhmer: 23-21 / 21-10
- Oliver Roth –  Marian Ufermann: 21-15 / 21-16
- Joe Michels –  Peter Lang: 21-23 / 21-19 / 21-10
- Matthias Kuchenbecker –  Mathieu Serebriakoff: 21-15 / 21-10
- Andreas Lindner –  Ben Spelz: 21-10 / 21-15
- Nico Coldewe –  Markus Stollberg: 21-17 / 21-12
- Yann Hellers –  Daniel Hammes: 20-22 / 21-7 / 21-11
- Richard Domke –  Patrick Kämnitz: 21-13 / 21-11
- Thomas Legleitner –  Andrea Reischl: 21-19 / 21-12
- Sourabh Varma –  Mats Hukriede: 21-14 / 21-11
- David Washausen –  Markus Meffert: 21-17 / 21-18
- Philip Welker –  Oliver Rettke: 21-17 / 21-9
- Max Schwenger –  Fabian Holzer: 21-16 / 21-16
- Lukas Schmidt –  Thomas Staczan: 21-13 / 28-26
- Oliver Roth –  Hendrik Westermeyer: 21-16 / 21-11
- Matthias Kuchenbecker –  Joe Michels: 21-12 / 21-8
- Andreas Lindner –  Nico Coldewe: 21-16 / 21-17
- Richard Domke –  Yann Hellers: 21-11 / 21-7
- Sourabh Varma –  Thomas Legleitner: 21-11 / 21-14
- Philip Welker –  David Washausen: 21-13 / 21-11

## Herreneinzel
- Julian Deguli –  Philip Welker: 21-11 / 17-21 / 21-12
- Christian Bösiger –  Gordon Thomson: 23-21 / 21-9
- Kashyap Parupalli –  Philip Merz: 21-16 / 21-9
- Dieter Domke –  Tomáš Kopřiva: 21-6 / 21-15
- Arvind Bhat –  Hannes Käsbauer: 21-14 / 21-13
- Martin Bille Larsen –  Matthias Kuchenbecker: 21-19 / 19-21 / 21-11
- Dicky Palyama –  Marcel Reuter: 21-13 / 13-21 / 21-12
- Lester Oey –  Ondřej Kopřiva: 21-14 / 21-18
- Andre Kurniawan Tedjono –  Andreas Heinz: 21-14 / 21-16
- Carl Baxter –  Sven Eric Kastens: 21-19 / 21-16
- Scott Evans –  Richard Domke: 21-13 / 21-14
- Andreas Lindner –  Christoph Heiniger: 21-16 / 9-21 / 21-13
- Heimo Götschl –  Rio Willianto: 18-21 / 21-7 / 21-18
- Saber Afif –  Kai Waldenberger: 23-21 / 21-19
- Björn Joppien –  Lukas Schmidt: 21-15 / 21-13
- Sourabh Varma –  Marius Breuer: 21-14 / 21-13
- Kęstutis Navickas –  Max Schwenger: 21-12 / 21-13
- Ben Beckman –  Mathieu Pohl: 21-18 / 21-18
- Petr Koukal –  Koen Ridder: 21-15 / 21-17
- Oliver Roth –  Jonas Geigenberger: 16-21 / 21-19 / 21-16
- Rajiv Ouseph –  Fabian Hammes: 21-6 / 21-12
- Sebastian Rduch –  Rune Massing: 21-15 / 21-13
- Chetan Anand –  Kieran Merrilees: 21-9 / 21-6
- Hans-Kristian Vittinghus –  Ajay Jayaram: 21-12 / 21-11
- Peter Mikkelsen –  Dharma Gunawi: 21-8 / 21-13
- Olivier Andrey –  Denis Nyenhuis: 21-18 / 21-10
- Frederic Gaspard –  Abhimanyu Singh: 22-20 / 15-21 / 21-15
- Endra Kurniawan –  Alexander Roovers: 21-17 / 21-7
- Ari Yuli Wahyu Hartanto –  Michael Lahnsteiner: 21-12 / 21-9
- Dionysius Hayom Rumbaka –  Manfred Helms: 21-7 / 21-4
- Marc Zwiebler –  Kristian Nielsen: 21-15 / 21-14
- Daniel Benz –  Shane Razi: w.o.
- Christian Bösiger –  Julian Deguli: 21-17 / 21-7
- Kashyap Parupalli –  Dieter Domke: 21-17 / 21-19
- Arvind Bhat –  Martin Bille Larsen: 21-15 / 21-7
- Dicky Palyama –  Lester Oey: 21-8 / 21-12
- Andre Kurniawan Tedjono –  Carl Baxter: 21-17 / 21-17
- Scott Evans –  Andreas Lindner: 21-13 / 21-4
- Saber Afif –  Heimo Götschl: 21-7 / 21-15
- Björn Joppien –  Sourabh Varma: 21-6 / 21-18
- Kęstutis Navickas –  Daniel Benz: 21-15 / 21-17
- Petr Koukal –  Ben Beckman: 21-15 / 21-23 / 21-13
- Rajiv Ouseph –  Oliver Roth: 21-16 / 21-12
- Chetan Anand –  Sebastian Rduch: 21-15 / 21-14
- Peter Mikkelsen –  Hans-Kristian Vittinghus: 12-21 / 24-22 / 21-19
- Olivier Andrey –  Frederic Gaspard: 21-18 / 21-10
- Endra Kurniawan –  Ari Yuli Wahyu Hartanto: 22-20 / 21-19
- Marc Zwiebler –  Dionysius Hayom Rumbaka: 21-9 / 21-18
- Kashyap Parupalli –  Christian Bösiger: 21-18 / 21-18
- Arvind Bhat –  Dicky Palyama: 21-18 / 21-15
- Andre Kurniawan Tedjono –  Scott Evans: 17-21 / 21-9 / 21-18
- Björn Joppien –  Saber Afif: 21-13 / 21-12
- Kęstutis Navickas –  Petr Koukal: 21-12 / 21-16
- Chetan Anand –  Rajiv Ouseph: 21-18 / 21-16
- Peter Mikkelsen –  Olivier Andrey: 21-16 / 21-12
- Marc Zwiebler –  Endra Kurniawan: 21-10 / 21-15
- Arvind Bhat –  Kashyap Parupalli: 21-15 / 17-21 / 21-15
- Björn Joppien –  Andre Kurniawan Tedjono: 21-15 / 21-18
- Chetan Anand –  Kęstutis Navickas: 21-10 / 21-17
- Peter Mikkelsen –  Marc Zwiebler: 21-19 / 15-21 / 22-20
- Arvind Bhat –  Björn Joppien: 21-19 / 21-7
- Chetan Anand –  Peter Mikkelsen: 21-14 / 16-21 / 21-13
- Chetan Anand –  Arvind Bhat: 23-25 / 24-22 / 23-21

## Dameneinzel Qualifikation
- Mette Stahlberg –  Petra Hofmanová: 21-17 / 21-15
- Isabel Herttrich –  Tenzin Pelling: 21-15 / 21-16
- Lisa Heidenreich –  Inken Wienefeld: 21-18 / 21-6
- Isabel Herttrich –  Franziska Burkert: 21-10 / 21-17
- Alina Hammes –  Sandra Emrich: 21-10 / 16-21 / 21-12

## Dameneinzel
- Lisa Heidenreich –  Fabienne Deprez: 20-22 / 21-14 / 22-20
- Maria Febe Kusumastuti –  Olga Konon: 9-21 / 21-14 / 21-18
- Patty Stolzenbach –  Shruti Kurien: 21-12 / 23-21
- Ella Diehl –  Sabrina Jaquet: 21-23 / 21-14 / 21-15
- Nathalie Descamps –  Isabel Herttrich: 21-12 / 21-16
- Jill Pittard –  Karin Schnaase: 19-21 / 21-14 / 15-15 ret.
- Camilla Overgaard –  Dominika Koukalová: 21-16 / 16-21 / 21-13
- Aditi Mutatkar –  Mette Stahlberg: 21-12 / 21-8
- Rachel van Cutsen –  Maria Elfira Christina: 23-21 / 6-21 / 21-18
- Alina Hammes –  Monika Fischer: 21-19 / 18-21 / 21-16
- Carola Bott –  Elizabeth Cann: 21-16 / 14-21 / 21-18
- Rosaria Yusfin Pungkasari –  Janet Köhler: 22-20 / 21-15
- Akvilė Stapušaitytė –  Šárka Křížková: 21-13 / 21-9
- Christina Andersen –  Mona Reich: 21-18 / 17-21 / 21-13
- Juliane Schenk –  Claudia Mayer: 21-15 / 21-12
- Xu Huaiwen –  Gayatri Vartak: w.o.
- Maria Febe Kusumastuti –  Patty Stolzenbach: 21-13 / 21-17
- Jill Pittard –  Camilla Overgaard: 21-9 / 21-10
- Aditi Mutatkar –  Rachel van Cutsen: 12-21 / 21-15 / 21-18
- Carola Bott –  Alina Hammes: 21-12 / 21-10
- Rosaria Yusfin Pungkasari –  Akvilė Stapušaitytė: 20-22 / 21-10 / 21-6
- Juliane Schenk –  Christina Andersen: 21-10 / 21-12
- Lisa Heidenreich –  Xu Huaiwen: w.o.
- Ella Diehl –  Nathalie Descamps: w.o.
- Maria Febe Kusumastuti –  Lisa Heidenreich: 21-13 / 21-12
- Ella Diehl –  Jill Pittard: 21-18 / 21-17
- Aditi Mutatkar –  Carola Bott: 21-13 / 21-10
- Juliane Schenk –  Rosaria Yusfin Pungkasari: 21-23 / 21-13 / 21-10
- Maria Febe Kusumastuti –  Ella Diehl: 21-19 / 12-21 / 23-21
- Aditi Mutatkar –  Juliane Schenk: 21-14 / 21-16
- Maria Febe Kusumastuti –  Aditi Mutatkar: 22-24 / 21-8 / 23-21

## Herrendoppel Qualifikation
- Mats Hukriede /  Patrick Kämnitz –  Joe Michels /  Ben Spelz: 21-19 / 21-15
- Matthias Kuchenbecker /  Andreas Lindner –  Robert Mann /  Mathieu Serebriakoff: 21-16 / 21-18
- Julian Deguli /  Philip Merz –  Yann Hellers /  Andrea Reischl: 21-9 / 21-9
- Jonas Bauer /  Hendrik Getzlaff –  Markus Meffert /  Manfred Helms: 21-11 / 21-14
- Thomas Staczan /  David Washausen –  Mats Hukriede /  Patrick Kämnitz: 21-15 / 21-14
- Julian Deguli /  Philip Merz –  Christopher Skrzeba /  Marian Ufermann: 21-13 / 21-18

## Herrendoppel
- Mathias Boe /  Carsten Mogensen –  Marius Breuer /  Alexander Roovers: 21-8 / 21-7
- Matthias Kuchenbecker /  Andreas Lindner –  Felix Schoppmann /  Franklin Wahab: 21-17 / 21-15
- Michael Fuchs /  Ingo Kindervater –  Lester Oey /  Dave Khodabux: 21-15 / 21-13
- Rupesh Kumar /  Sanave Thomas –  Denis Nyenhuis /  Rio Willianto: 21-17 / 21-10
- Oliver Roth /  Jan Sören Schulz –  Frédéric Mawet /  Wouter Claes: 8-21 / 21-14 / 21-13
- Simon Enkerli /  Christoph Heiniger –  Sebastian Rduch /  Lukas Schmidt: 21-15 / 15-21 / 21-17
- Peter Käsbauer /  Roman Spitko –  Peter Lang /  Thomas Legleitner: 21-11 / 21-6
- Nico Coldewe /  Richard Domke –  Julian Deguli /  Philip Merz: 21-18 / 21-17
- Florian Kirch /  Patrick Krämer –  Ondřej Kopřiva /  Tomáš Kopřiva: 22-20 / 10-21 / 21-13
- Kristof Hopp /  Johannes Schöttler –  Jonas Bauer /  Hendrik Getzlaff: 21-11 / 21-9
- Thomas Staczan /  David Washausen –  Fabian Holzer /  Max Schwenger: 22-20 / 21-18
- Mats Fagerstroem /  Zhang Yi –  Christian Böhmer /  Kai Waldenberger: 21-12 / 21-16
- Jorrit de Ruiter /  Jürgen Wouters –  Jonas Geigenberger /  Andreas Heinz: 21-11 / 21-18
- Frederic Gaspard /  Jonathan Gillis –  Mathieu Pohl /  Philip Welker: 21-17 / 22-20
- Fran Kurniawan /  Rendra Wijaya –  Christian Bösiger /  Anthony Dumartheray: 21-11 / 21-17
- Jacob Chemnitz /  Mikkel Delbo Larsen –  Tim Dettmann /  Patrick Neubacher: w.o.
- Mathias Boe /  Carsten Mogensen –  Matthias Kuchenbecker /  Andreas Lindner: 21-10 / 21-10
- Michael Fuchs /  Ingo Kindervater –  Rupesh Kumar /  Sanave Thomas: 21-19 / 15-21 / 21-17
- Oliver Roth /  Jan Sören Schulz –  Simon Enkerli /  Christoph Heiniger: 21-19 / 21-18
- Peter Käsbauer /  Roman Spitko –  Nico Coldewe /  Richard Domke: 21-10 / 21-13
- Kristof Hopp /  Johannes Schöttler –  Florian Kirch /  Patrick Krämer: 21-7 / 21-7
- Jorrit de Ruiter /  Jürgen Wouters –  Mats Fagerstroem /  Zhang Yi: 17-21 / 21-14 / 21-6
- Fran Kurniawan /  Rendra Wijaya –  Frederic Gaspard /  Jonathan Gillis: 21-7 / 21-13
- Jacob Chemnitz /  Mikkel Delbo Larsen –  Thomas Staczan /  David Washausen: w.o.
- Mathias Boe /  Carsten Mogensen –  Michael Fuchs /  Ingo Kindervater: 21-14 / 21-11
- Peter Käsbauer /  Roman Spitko –  Oliver Roth /  Jan Sören Schulz: 21-14 / 21-18
- Kristof Hopp /  Johannes Schöttler –  Jacob Chemnitz /  Mikkel Delbo Larsen: 21-15 / 21-18
- Fran Kurniawan /  Rendra Wijaya –  Jorrit de Ruiter /  Jürgen Wouters: 21-8 / 21-19
- Mathias Boe /  Carsten Mogensen –  Peter Käsbauer /  Roman Spitko: 21-12 / 21-15
- Kristof Hopp /  Johannes Schöttler –  Fran Kurniawan /  Rendra Wijaya: 21-19 / 13-21 / 21-17
- Mathias Boe /  Carsten Mogensen –  Kristof Hopp /  Johannes Schöttler: 21-11 / 21-15

## Damendoppel
- Petra Hofmanová /  Šárka Křížková –  Isabel Herttrich /  Inken Wienefeld: 21-16 / 21-11
- Sandra Marinello /  Birgit Overzier –  Patty Stolzenbach /  Ilse Vaessen: 21-16 / 21-9
- Alina Hammes /  Katja Michalowsky –  Monika Fischer /  Sanya Herzig: 13-21 / 21-19 / 21-10
- Helle Nielsen /  Marie Røpke –  Sandra Emrich /  Mona Reich: 21-15 / 21-15
- Franziska Burkert /  Carla Nelte –  Steffi Annys /  Séverine Corvilain: w.o.
- Sandra Marinello /  Birgit Overzier –  Lisa Heidenreich /  Mette Stahlberg: 21-16 / 21-9
- Helle Nielsen /  Marie Røpke –  Rachel van Cutsen /  Paulien van Dooremalen: 21-14 / 21-12
- Johanna Goliszewski /  Gitte Köhler –  Jwala Gutta /  Shruti Kurien: 21-15 / 21-18
- Alina Hammes /  Katja Michalowsky –  Carola Bott /  Karin Schnaase: w.o.
- Shendy Puspa Irawati /  Meiliana Jauhari –  Petra Hofmanová /  Šárka Křížková: 21-7 / 21-12
- Sandra Marinello /  Birgit Overzier –  Christinna Pedersen /  Mie Schjøtt-Kristensen: 21-18 / 19-21 / 21-18
- Helle Nielsen /  Marie Røpke –  Alina Hammes /  Katja Michalowsky: 21-12 / 21-16
- Johanna Goliszewski /  Gitte Köhler –  Franziska Burkert /  Carla Nelte: 21-15 / 21-10
- Shendy Puspa Irawati /  Meiliana Jauhari –  Sandra Marinello /  Birgit Overzier: 17-21 / 21-17 / 21-6
- Helle Nielsen /  Marie Røpke –  Johanna Goliszewski /  Gitte Köhler: 21-6 / 21-16
- Helle Nielsen /  Marie Røpke –  Shendy Puspa Irawati /  Meiliana Jauhari: 21-15 / 21-18

## Mixed
- Fran Kurniawan /  Shendy Puspa Irawati –  Florian Kirch /  Mona Reich: 21-9 / 21-13
- Jorrit de Ruiter /  Ilse Vaessen –  Franklin Wahab /  Šárka Křížková: 22-20 / 21-9
- Joachim Fischer Nielsen /  Christinna Pedersen –  Anthony Dumartheray /  Sabrina Jaquet: 21-10 / 21-11
- Hendrik Westermeyer /  Laura Ufermann –  Jonathan Gillis /  Séverine Corvilain: 21-14 / 21-12
- Jacob Chemnitz /  Marie Røpke –  Jonas Geigenberger /  Carla Nelte: 21-15 / 21-14
- Johannes Schöttler /  Birgit Overzier –  Michael Lahnsteiner /  Monika Fischer: 21-14 / 21-10
- Dave Khodabux /  Samantha Barning –  Heimo Götschl /  Claudia Mayer: 21-10 / 21-18
- Rasmus Bonde /  Helle Nielsen –  Richard Domke /  Mette Stahlberg: 21-12 / 21-10
- Valiyaveetil Diju /  Jwala Gutta –  Michael Fuchs /  Inken Wienefeld: 21-12 / 21-13
- Mikkel Delbo Larsen /  Mie Schjøtt-Kristensen –  Max Schwenger /  Isabel Herttrich: 21-10 / 21-14
- Peter Käsbauer /  Gitte Köhler –  Simon Enkerli /  Sanya Herzig: 21-10 / 16-21 / 21-14
- Rendra Wijaya /  Meiliana Jauhari –  Tim Dettmann /  Petra Hofmanová: 21-15 / 21-14
- Christoph Heiniger /  Tenzin Pelling –  Nico Coldewe /  Franziska Burkert: 16-21 / 21-18 / 21-17
- Wouter Claes /  Nathalie Descamps –  Felix Schoppmann /  Johanna Goliszewski: 21-17 / 17-21 / 21-16
- David Washausen /  Sandra Marinello –  Jürgen Wouters /  Eefje Muskens: w.o.
- Fabian Hammes /  Alina Hammes –  Ruud Bosch /  Paulien van Dooremalen: w.o.
- Fran Kurniawan /  Shendy Puspa Irawati –  Jorrit de Ruiter /  Ilse Vaessen: 21-18 / 21-14
- Joachim Fischer Nielsen /  Christinna Pedersen –  Hendrik Westermeyer /  Laura Ufermann: 21-11 / 21-12
- Jacob Chemnitz /  Marie Røpke –  David Washausen /  Sandra Marinello: 20-22 / 21-15 / 21-14
- Johannes Schöttler /  Birgit Overzier –  Dave Khodabux /  Samantha Barning: 19-21 / 21-13 / 21-16
- Rasmus Bonde /  Helle Nielsen –  Fabian Hammes /  Alina Hammes: 21-9 / 21-7
- Valiyaveetil Diju /  Jwala Gutta –  Mikkel Delbo Larsen /  Mie Schjøtt-Kristensen: 21-17 / 21-17
- Rendra Wijaya /  Meiliana Jauhari –  Peter Käsbauer /  Gitte Köhler: 21-10 / 21-14
- Wouter Claes /  Nathalie Descamps –  Christoph Heiniger /  Tenzin Pelling: 21-14 / 21-12
- Joachim Fischer Nielsen /  Christinna Pedersen –  Fran Kurniawan /  Shendy Puspa Irawati: 21-16 / 23-21
- Johannes Schöttler /  Birgit Overzier –  Jacob Chemnitz /  Marie Røpke: 24-22 / 15-21 / 21-17
- Valiyaveetil Diju /  Jwala Gutta –  Rasmus Bonde /  Helle Nielsen: 21-14 / 21-13
- Rendra Wijaya /  Meiliana Jauhari –  Wouter Claes /  Nathalie Descamps: 21-14 / 21-15
- Joachim Fischer Nielsen /  Christinna Pedersen –  Johannes Schöttler /  Birgit Overzier: 21-19 / 19-21 / 21-13
- Valiyaveetil Diju /  Jwala Gutta –  Rendra Wijaya /  Meiliana Jauhari: 18-21 / 21-13 / 26-24
- Valiyaveetil Diju /  Jwala Gutta –  Joachim Fischer Nielsen /  Christinna Pedersen: 8-21 / 21-17 / 22-20